# درسلاویتسه (ناحیه اوهرسکه هرادیشتی)
درسلاویتسه (به چکی: Drslavice) یک منطقهٔ مسکونی در جمهوری چک است که در ناحیه اوهرسکه هرادیشتی واقع شده‌است. درسلاویتسه ۷٫۹ کیلومتر مربع مساحت و ۵۱۴ نفر جمعیت دارد و ۲۰۴ متر بالاتر از سطح دریا واقع شده‌است.